# TecnoballZ
Tecnoball  est un jeu vidéo développé par la société française TLK Games, sorti en 1991 sur le micro-ordinateur Amiga. C'est un casse-briques, basé sur le même principe que Breakout (1976, Atari) et Arkanoid (1986, Taito).
Le jeu a donné suite à diverses versions, connues sous le titre TecnoballZ. Une version améliorée est sortie fin 1991, adaptée sur Atari ST et PC (DOS), ainsi qu'une version Amiga 1200 en 1995. En 2004, une version libre est diffusée sous Linux et plus tard portée sous AmigaOS 4, BeOS, PlayStation Portable et Pocket PC.

## Le jeu
Le jeu consiste à contrôler une ou plusieurs barres, de droite à gauche, positionnées en bas, en haut ou sur les côtés de l'écran afin de faire rebondir une balle pour détruire des blocs situés au milieu de l'écran. Le joueur perd une vie lorsqu'il laisse passer la balle au bas de l'écran. Un but simple souvent rendu difficile à cause de malus, rendu parfois plus simple grâce aux bonus, dont l'effet ne dure, pour certains, que peu de temps.
Le jeu comporte 5 zones de 12 niveaux, chaque zone possède 10 niveaux traditionnels où le joueur doit détruire toutes les briques, deux gardiens intermédiaires, et un gardien final.
À partir de la zone 2 le joueur est obligé de jouer avec deux raquettes, 3 à la zone 3 et 4 aux zones 4 et 5.
Tout au long du jeu, le joueur peut ramasser des capsules de monnaie, qui lui permettent d'acheter des options au magasin qui précède chaque niveau traditionnel.

## Développement
La version originale, Tecnoball, est le premier jeu de l'équipe de TLK. Il est programmé essentiellement par Jérome Bolot et Bruno Ethvignot avec des graphismes de Laurent Guyon et Jean-Michel Martin de Santero et des musiques de Régis Parret. Le jeu est programmé en langage machine MC68000 avec l'assembleur KSEKA, et utilise le chipset OCS de l'Amiga. Les graphismes exploitent le mode Halfbrite de la machine, qui permet d'afficher 64 couleurs au prix de quelques cycles horloges volés au processeur.
La version améliorée, Tecnoball Z, présente des graphismes entièrement refaits en 32 couleurs par Jean-Michel Martin de Santero, et un code optimisé par Bruno Ethvignot (réécrit sous l'assembleur Devpac 2). Les niveaux, les musiques et les effets sonores sont identiques, mais des gardiens intermédiaires sont rajoutés à mi-parcours de chaque zone.
Ces deux premières versions exploitent un système de fichiers spécifique (le TLK-DOS), qui permet d'étendre la capacité des disquettes à 980 Ko (au lieu de 880 Ko). Les jeux à la date du 26 juillet 2012 sont enfin passés au format ADF étendu, avec leur protection intacte. Les jeux au format TLK-DOS utilisent quatre mots de synchronisation différents (4 489 $, $2a4d, $2a8b, $2aad) ; et 12 664 octets par piste, soit 164 octets en plus par piste, sans aucun secteur. La version Amiga 1200, apparue en 1995, est une version optimisée pour le chipset AGA.